# Andreas Huber (Eishockeyspieler, 1997)
Andreas Huber (* 10. Dezember 1997 in Innsbruck) ist ein österreichischer Eishockeyspieler, der zuletzt beim HC Innsbruck in der Österreichischen Eishockey-Liga spielte.

## Karriere
Huber begann seine Karriere beim HC Innsbruck und spielt dort seit der Saison 2017/18 in der Kampfmannschaft.

### International
Huber vertrat Österreich bei der U18-Junioren-Weltmeisterschaft der Division IB 2015 und der U20-Junioren-Weltmeisterschaft der Division IA 2017.

## Erfolge und Auszeichnungen
- 2015 Aufstieg in die Division IA bei der U18-Junioren-Weltmeisterschaft der Division IB

## Karrierestatistik
(Legende zur Spielerstatistik: Sp oder GP = absolvierte Spiele; T oder G = erzielte Tore; V oder A = erzielte Assists; Pkt oder Pts = erzielte Scorerpunkte; SM oder PIM = erhaltene Strafminuten; +/− = Plus/Minus-Bilanz; PP = erzielte Überzahltore; SH = erzielte Unterzahltore; GW = erzielte Siegtore; 1 Play-downs/Relegation; Kursiv: Statistik nicht vollständig)